# Kōichi Shiozawa
Kōichi Shiozawa (塩沢幸一?, Shiozawa Kōichi; Matsumoto, 5 marzo 1881 – Tokyo, 17 novembre 1943) è stato un ammiraglio giapponese, attivo durante gli anni trenta e la seconda guerra mondiale.
Arruolatosi nella marina imperiale giapponese nel 1904, si specializzò in artiglieria navale e tra 1909 e 1915 completò i corsi di studio presso il Collegio navale, divenendo capitano di corvetta. Dopo aver lavorato al Ministero della marina, rimase tra 1917 e 1919 nel Regno Unito come ufficiale residente e attendente dell'attaché militare a Londra. Tornato in patria si alternò tra l'incarico di istruttore e la direzione di una sezione amministrativa al Ministero; capitano di vascello dal 1923, assunse il comando dell'incrociatore pesante Furutaka all'inizio del 1926, quindi fu nuovamente distaccato a Londra per un altro biennio. Acquisito il grado di contrammiraglio, nel 1929 servì come capo di stato maggiore della Flotta Combinata e alla fine del 1930 fu nominato comandante delle forze della marina imperiale in Cina: in questa veste affrontò con imperizia e superficialità i disordini di Shanghai del 1932, che sfociarono in una guerra breve e non dichiarata.
Rimosso dal comando poco dopo, negli anni trenta gestì comandi periferici e solo nel 1938 tornò alla testa di una flotta da guerra. Verso la fine del 1939 fu promosso ammiraglio e dal settembre 1940 all'agosto 1941 fu comandante del Distretto navale di Yokosuka. Fu poi integrato nello stato maggiore generale: vi rimase sino alla morte, avvenuta nel novembre 1943.

## Biografia

### Carriera iniziale
Kōichi Shiozawa nacque il 5 marzo 1881 nella città di Matsumoto, facente parte della prefettura di Nagano. Il 16 dicembre 1901 s'iscrisse all'Accademia navale di Etajima: studiò nella 32ª classe e per i suoi meriti fu nominato rapidamente Cavaliere di III Classe e II Classe dell'Ordine del Nibbio d'oro; si diplomò il 14 novembre 1904, secondo su 192 allievi; ottenne il brevetto di aspirante guardiamarina e fu imbarcato sulla moderna nave appoggio sommergibili Karasaki Maru, quindi il 3 gennaio passò alla nave da battaglia Asahi, a bordo della quale ottenne l'avanzamento a guardiamarina (31 agosto). Il 16 febbraio 1906 tornò a servire su una nave trasporto, la Anegawa Maru, e cinque mesi più tardi fu trasferito al cacciatorpediniere di terza classe Hibiki. Circa un anno più tardi intraprese il Corso base alla Scuola di artiglieria navale: durante gli studi, il 29 settembre 1907, fu promosso sottotenente di vascello. Dal 16 dicembre fu allievo al Corso base della Scuola siluristi, dopo il cui completamento fu integrato nell'equipaggio della nave da battaglia Mikasa il 20 aprile 1908. Nel corso del 1909 si trovò a bordo della cannoniera Chihaya dal 1º aprile, nave ammiraglia di una divisione, e poi della corazzata bottino di guerra Sagami dal 1º novembre. Il mese successivo iniziò il Corso B presso il Collegio navale, istituzione superiore per la formazione di ufficiali capaci: studiò nella 13ª classe. Meno di cinque mesi dopo, il 23 maggio 1910, cominciò il Corso avanzato alla Scuola di artiglieria navale, che concluse con profitto. Il 1º dicembre fu assegnato allo stato maggiore della flotta di riserva a Yokosuka.

### Anni dieci e venti
Il 23 gennaio 1911 Shiozawa fu trasferito sull'incrociatore e nave ammiraglia Tone per un altro periodo di servizio in mare, poi il 1º dicembre tornò a terra come membro dello stato maggiore della flotta di riserva stanziata a Sasebo. Un anno preciso più tardi iniziò a esercitare il suo ruolo di istruttore al Collegio navale, cui affiancò una funzione di contabilità degli stipendi. Dal 1º dicembre 1913 poté cominciare il Corso A della 13ª classe al Collegio, che lo tenne a lungo impegnato e durante il quale si guadagnò il grado di capitano di corvetta (1º dicembre 1914). Il 13 dicembre 1915, pochi giorni dopo aver completato la sua formazione, fu assegnato all'Ufficio Affari navali del Ministero della marina: qui rimase per un anno e mezzo circa, sinché il 1º giugno 1917 non fu informato che avrebbe trascorso un lungo periodo nel Regno Unito allo scopo di integrare e ampliare le proprie competenze. Visse dunque a Londra e dal 2 ottobre servì nell'equipaggio della nave da battaglia HMS Resolution e poi, dal 21 novembre, a bordo della HMS Royal Oak reduce dalla battaglia dello Jutland. Lasciò la corazzata il 10 ottobre 1918 e il 1º dicembre, ricevuta la qualifica di ufficiale residente, fu assegnato come attendente all'attaché navale nipponico dell'ambasciata; quest'ultimo incarico durò fino al 1º aprile 1919. Il 1º dicembre di quell'anno ricevette l'ordine di rientro e, insieme, la notizia dell'avvenuta promozione a capitano di fregata.
Tornato in Giappone all'inizio del 1920, Shiozawa fu unito allo stato maggiore del Comando scuole della marina, poi dal 1º novembre passò allo stato maggiore della 1ª Flotta. Il 17 dicembre, però, fu rapidamente riassegnato al posto di istruttore nel Collegio navale che ricoprì a lungo. Il 1º marzo 1923 fu nominato capo della sezione 2 dell'Ufficio Affari navali e divenuto capitano di vascello alla fine dell'anno fu spostato alla testa della sezione 1. Dal 15 maggio 1925 supervisionò il completamento e l'allestimento finali dell'incrociatore pesante Furutaka, del quale assunse il comando il 31 marzo 1926, non appena entrò in servizio. Alla fine dell'anno fu nominato Ispettore capo delle costruzioni navali e dell'approvvigionamento di armi/munizioni, quindi il 1º dicembre fu informato che era stato scelto come nuovo attaché militare a Londra; rimase in Gran Bretagna per due anni. Il 10 dicembre 1928 fu richiamato e reso edotto dell'avanzamento al grado di contrammiraglio, quindi il 1º giugno 1929 fu messo a disposizione dello stato maggiore generale: il 15 agosto gli alti comandi lo riassegnarono come assistente allo stato maggiore della 2ª Flotta, ma poco dopo, il 6 settembre, gli affidarono il posto di capo di stato maggiore. Dopo questa esperienza fu investito di una doppia responsabilità il 30 novembre, quando divenne capo di stato maggiore della 1ª Flotta e della Flotta Combinata, il comando più prestigioso della marina imperiale.

### Gli anni trenta
Shiozawa fu nominato comandante in capo della 1ª Flotta di spedizione, incaricata di operare nelle acque della Cina, il 1º dicembre 1930. Nel 1931 l'invasione giapponese della Manciuria preoccupò seriamente il Kuomintang e il generale Chiang Kai-shek (presidente della Repubblica cinese) optò per boicottare le merci nipponiche, colpendo in particolare la città di Shanghai, scalo privilegiato dei traffici gestiti dal Sol Levante in Cina; vi erano infatti dislocati un reparto di 2 500 rikusentai e ventitré navi da guerra in difesa dei cittadini e degli interessi giapponesi. A partire dal 14 gennaio 1932 la 1ª Flotta di spedizione, con due incrociatori, una portaerei e sedici cacciatorpediniere, affluì a Shanghai come dimostrazione di forza. Il 18 gennaio e 20 gennaio, nella baraccopoli di Chapei, si verificarono disordini e ci furono due morti cinesi e due giapponesi; il sindaco fu contattato dal console nipponico che pose volutamente condizioni di riparazioni inaccettabili, che il 22 furono infatti rifiutate in parte. Shiozawa inviò allora un duro ultimatum, che minacciava l'esecuzione delle "misure necessarie" a proteggere gli interessi imperiali se il sindaco non avesse annullato il boicottaggio delle merci. Il contrammiraglio era infatti persuaso che un eventuale confronto armato con protagonista la sola marina imperiale avrebbe risollevato l'influenza di questa arma a scapito dell'esercito, che era stato unico attore della riuscita occupazione della Manciuria. Appreso però che i giapponesi erano pronti a bombardare la città, il sindaco ne accolse tutte le richieste, lasciando deluso Shiozawa: egli alle 23:15 del 27 gennaio si presentò al municipio, annunciò che alle 23:45 avrebbe inviato un nucleo di rikusentai a Chapei e richiese che per allora tutte le truppe cinesi stanziate vicino alla baraccopoli (circa 30 000 uomini bene addestrati) fossero state già evacuate. Il margine di tempo concesso era insufficiente e Shiozawa ne era conscio, perciò la mattina del 28 gennaio si ebbero subito violenti scontri urbani che dettero inizio alla cosiddetta "guerra di Shanghai"; il giorno successivo Shiozawa fece decollare uno stormo di bombardieri e lo inviò su Chapei, che fu bersagliata con spezzoni incendiari: si ebbero centinaia di morti tra i civili, compresi numerosi bambini, e la stampa occidentale affibbiò ben presto a Shiozawa il soprannome di baby-killer. Tuttavia i reparti cinesi resistettero tenacemente, inflissero perdite pesanti agli avversari e non furono cacciati dai dintorni di Shanghai, nonostante l'afflusso di divisioni dal Giappone. Il contrammiraglio Shiozawa fu rimosso dal comando delle truppe a terra per questa secca sconfitta (non per la proditorietà dell'operazione) e fu rimpiazzato in seguito dal viceammiraglio Kichisaburō Nomura alla testa della flotta.
Rimpatriato, Shiozawa dal 6 giugno 1932 fu aggregato allo stato maggiore generale con un incarico minore; poi il 1º ottobre fu messo a dirigere l'Ufficio delle Pubbliche relazioni dipendente dal Ministero della marina. Il 1º dicembre sostituì Mitsumasa Yonai al comando del Distretto di guardia di Chinkai, responsabile del controllo e del pattugliamento costiero del Mar del Giappone occidentale e degli stretti della Corea. In seguito alla promozione a viceammiraglio (15 novembre 1933) fu nominato direttore dell'Aeronautica di marina il 17 gennaio 1934, poi a fine 1935 tornò a comandare un Distretto di guardia, quello di Maizuru, che gestì per un anno. Il 1º dicembre 1936 fu spostato a Sasebo, dove divenne comandante del 3º Distretto navale che lì aveva il suo quartier generale. Dopo un periodo relativamente breve senza incarichi, il 1º febbraio 1938 fu scelto per guidare la 5ª Flotta appena creata: egli s'imbarcò sull'incrociatore pesante Myoko e, nella prima metà di maggio, fu a capo delle operazioni anfibie nella regione di Amoy con grande spiegamento di forze navali. Questa volta gli sbarchi furono un successo e la 75ª Divisione cinese posta a difesa della città fu disgregata dal fuoco degli incrociatori. Il 15 dicembre 1938 Shiozawa lasciò il comando della flotta e il 27 gennaio 1939 fu promosso direttore del Comando costruzioni navali, poi il 30 agosto divenne membro dello stato maggiore generale; il 15 novembre, infine, giunse la nomina ad ammiraglio.

### La seconda guerra mondiale e la morte
Il 5 settembre 1940 Shiozawa fu messo a capo del 1º Distretto navale di Yokosuka e fu inoltre integrato nel comitato degli ammiragli. Nella veste di comandante della piazza accolse, il 7 novembre, una delegazione della comunità giapponese delle isole Hawaii, accompagnata da un viceammiraglio. Si trattava di una delle numerose delegazioni invitate dal governo nipponico al Grande Congresso dei Compatrioti d'oltremare, promosso sulla base di presunti legami spirituali tra i cittadini giapponesi e i membri delle numerose comunità emigrate e programmato dal 4 all'11 novembre. Shiozawa accolse i visitatori con un discorso nel quale ringraziava le calorose accoglienze riservate alle crociere d'addestramento, il supporto pubblico alla guerra in Cina e assicurava che la complicata situazione internazionale cagionata dalla firma del Patto tripartito non impediva alla marina imperiale di essere "pronta giorno e notte".
Il 10 settembre 1941 Shiozawa passò nuovamente allo stato maggiore con il rango di Consigliere navale e rimase a Tokyo anche dopo lo scoppio della guerra nel Pacifico, non avendo parte alcuna nelle operazioni. Il 9 giugno 1943 fu messo a capo della Commissione M, riunita per indagare sull'esplosione accidentale della nave da battaglia Mutsu, avvenuta il giorno precedente a Hashirajima; Shiozawa vagliò tutte le possibili ipotesi e in agosto presentò il suo rapporto: egli escludeva che si fosse trattato di un attacco di sommergibile o della detonazione spontanea dei nuovi proietti Type 3 Sanshikidan contraerei, bensì concluse che la perdita della nave fosse stata dovuta a uno stivaggio inattento delle munizioni standard. Nei mesi seguenti contrasse una non meglio specificata malattia che lo condusse alla morte il 17 novembre 1943 nella capitale.

## Onorificenze
Dati tratti da: e